# Mount Erebus
Mount Erebus je najjužniji aktivni vulkan na planeti, koji se nalazi na Rossovom otoku, a visok je 3794 m. Vulkan Mount Erebus dio je Pacifičkog vatrenog prstena.
Mount Erebus je otkriven 27. siječnja 1841., a otkrila ga je ekspedicija Sir James Clarka Rossa, koji mu je dao naziv prema jednom od svoja dva broda HMS Erebusu i HMS Terroru. 
Prvi uspon na vrh vulkana dogodio se 1908.g. a vrh su osvojili istraživači iz Sir Ernest Shackletonove istraživačke ekspedicije. 